# Florian Baxmeyer
Florian Baxmeyer, né le 30 décembre 1974 à Kettwig (Allemagne de l'Ouest), aujourd'hui incorporé à Essen (Allemagne), est un réalisateur allemand.

## Biographie
Florian Baxmeyer étudie la sociologie à Cologne de 1995 à 1998, puis travaille en tant qu'assistant réalisateur de Jürgen Roland, Christoph Eichhorn et Raoul W.Heimrich. Il travaille également en tant que directeur de production pour Alerte Cobra. De 2000 à 2002, il étudie la réalisation à la Hamburg Media School. Pour son film de fin d'études Die rote Jacke (de), il est nommé pour l'Oscar 2004 dans la catégorie meilleur court métrage et reçoit le Studio Hamburg Young Talent Award en 2002 et l'Oscar des étudiants en 2003. À partir de 2007, il réalise plusieurs volets de la série Tatort.

## Filmographie partielle

### Au cinéma
- 2000 : Pas de Deux (court métrage)
- 2001 : Benny X (court métrage)
- 2002 : Die rote Jacke (de) (court métrage)
- 2003 : Mörderische Elite
- 2007 : Die drei ??? – Das Geheimnis der Geisterinsel (de)
- 2009 : Die drei ??? – Das verfluchte Schloss (de)
- 2010 : Wie ein Licht in der Nacht (de)
- 2013 : Stiller Abschied
- 2014 : Ohne Dich (de)
- 2015 : Auf der Straße (de)
- 2016 : Die letzte Reise
- 2017 : Harter Brocken: Die Kronzeugin (de)
- 2018 : Liebe auf Persisch (de)
- 2019 : Der Auftrag (de)
- 2022 : Lost in Fuseta – Ein Krimi aus Portugal (de)

### À la télévision
- 2004 : Le Sang des Templiers (Das Blut der Templer, téléfilm)
- 2010 : À la poursuite de la lance sacrée (Die Jagd nach der heiligen Lanze, téléfilm)
- 2012 : À la poursuite de la chambre d'ambre (Die Jagd nach dem Bernsteinzimmer), téléfilm)
- 2013 : Tot im Wald (de) (téléfilm)
- 2021 : Schneller als die Angst (de) (mini-série, 6 épisodes)
- 2021 : Tribes of Europa (série télévisée)
- 2023 : Eine Billion Dollar (de) (série télévisée)
- 2024 : Bach: Ein Weihnachtswunder (téléfilm)

#### Tatort: épisodes
- 2007 : Macht der Angst (de)
- 2009 : Häuserkampf (de)
- 2009 : Schiffe versenken (de)
- 2010 : Schlafende Hunde (de)
- 2011 : Der illegale Tod (de)
- 2012 : Hochzeitsnacht (de)
- 2013 : Puppenspieler (de)
- 2013 : Er wird töten (de)
- 2014 : Brüder (de)
- 2014 : Alle meine Jungs (de)
- 2015 : Die Wiederkehr (de)
- 2015 : Wer Wind erntet, sät Sturm! (de)
- 2016 : Der hundertste Affe (de)
- 2017 : Nachtsicht (de)
- 2017 : Zurück ins Licht (de)
- 2017 : Dein Name sei Harbinger (de)
- 2019 : Wo ist nur mein Schatz geblieben? (de)
- 2019 : Das Leben nach dem Tod (de)

## Récompenses
- Pour Die rote Jacke (de) : 
  - 2002 : Prix des jeunes talents du Studio Hamburg : 1er prix
  - 2003 : Oscar de l'étudiant : Meilleur film étranger
  - 2004 : Carrousel International du Film à Rimouski (Canada) : Meilleur court métrage
  - 2004 : Nommé aux Oscars 2004 : Meilleur court métrage (live action)